# Lijst van nummer 1-albums in de Nederlandse Album Top 100 in 1989
Onderstaande albums stonden in 1989 op nummer 1 in de Nationale Totale Top 100 en vanaf 16 december 1989 in de LP-MC-CD Top 100, de voorlopers van de huidige Nederlandse Album Top 100. Wekelijks verzamelde bureau Intomart gegevens voor het samenstellen van de lijst onder auspiciën van Buma/Stemra.
| Nummer | Datum        | Artiest                              | Titel                                 | Opmerking                        |
| ------ | ------------ | ------------------------------------ | ------------------------------------- | -------------------------------- |
| 267    | 7 januari    | Diverse artiesten                    | The Christmas collection              | Verzamelalbum                    |
| 268    | 14 januari   | Fleetwood Mac                        | Greatest hits                         |                                  |
| 269    | 21 januari   | Gloria Estefan & Miami Sound Machine | Anything for you                      |                                  |
|        | 28 januari   | Gloria Estefan & Miami Sound Machine | Anything for you                      |                                  |
|        | 4 februari   | Gloria Estefan & Miami Sound Machine | Anything for you                      |                                  |
|        | 11 februari  | Gloria Estefan & Miami Sound Machine | Anything for you                      |                                  |
| 270    | 18 februari  | Roy Orbison                          | Mystery girl                          |                                  |
| 269    | 25 februari  | Gloria Estefan & Miami Sound Machine | Anything for you                      |                                  |
|        | 4 maart      | Gloria Estefan & Miami Sound Machine | Anything for you                      |                                  |
|        | 11 maart     | Gloria Estefan & Miami Sound Machine | Anything for you                      |                                  |
|        | 18 maart     | Gloria Estefan & Miami Sound Machine | Anything for you                      |                                  |
|        | 25 maart     | Gloria Estefan & Miami Sound Machine | Anything for you                      |                                  |
|        | 1 april      | Gloria Estefan & Miami Sound Machine | Anything for you                      |                                  |
| 271    | 8 april      | Madonna                              | Like a prayer                         |                                  |
|        | 15 april     | Madonna                              | Like a prayer                         |                                  |
|        | 22 april     | Madonna                              | Like a prayer                         |                                  |
|        | 29 april     | Madonna                              | Like a prayer                         |                                  |
| 272    | 6 mei        | The Star Inc.                        | Synthesizer greatest                  |                                  |
|        | 13 mei       | The Star Inc.                        | Synthesizer greatest                  |                                  |
| 273    | 20 mei       | Simple Minds                         | Street fighting years                 |                                  |
|        | 27 mei       | Simple Minds                         | Street fighting years                 |                                  |
|        | 3 juni       | Simple Minds                         | Street fighting years                 |                                  |
|        | 10 juni      | Simple Minds                         | Street fighting years                 |                                  |
|        | 17 juni      | Simple Minds                         | Street fighting years                 |                                  |
|        | 24 juni      | Simple Minds                         | Street fighting years                 |                                  |
| 274    | 1 juli       | Queen                                | The miracle                           |                                  |
|        | 8 juli       | Queen                                | The miracle                           |                                  |
| 275    | 15 juli      | Prince                               | Batman                                | Soundtrack                       |
| 276    | 22 juli      | Loïs Lane                            | Loïs Lane                             |                                  |
| 277    | 29 juli      | Gerard Joling                        | No more boleros                       |                                  |
| 278    | 5 augustus   | Gloria Estefan                       | Cuts both ways                        |                                  |
| 279    | 12 augustus  | Diverse artiesten                    | Amor de mis amores                    | Verzamelalbum                    |
|        | 19 augustus  | Diverse artiesten                    | Amor de mis amores                    | Verzamelalbum                    |
|        | 26 augustus  | Diverse artiesten                    | Amor de mis amores                    | Verzamelalbum                    |
|        | 2 september  | Diverse artiesten                    | Amor de mis amores                    | Verzamelalbum                    |
| 280    | 9 september  | The Star Inc.                        | Synthesizer greatest volume 2         |                                  |
|        | 16 september | The Star Inc.                        | Synthesizer greatest volume 2         |                                  |
|        | 23 september | The Star Inc.                        | Synthesizer greatest volume 2         |                                  |
|        | 30 september | The Star Inc.                        | Synthesizer greatest volume 2         |                                  |
|        | 7 oktober    | The Star Inc.                        | Synthesizer greatest volume 2         |                                  |
|        | 14 oktober   | The Star Inc.                        | Synthesizer greatest volume 2         |                                  |
| 281    | 21 oktober   | BZN                                  | Crystal gazer                         |                                  |
|        | 28 oktober   | BZN                                  | Crystal gazer                         |                                  |
|        | 4 november   | BZN                                  | Crystal gazer                         |                                  |
| 282    | 11 november  | Milli Vanilli                        | All or nothing - The U.S. remix album |                                  |
|        | 18 november  | Milli Vanilli                        | All or nothing - The U.S. remix album |                                  |
|        | 25 november  | Milli Vanilli                        | All or nothing - The U.S. remix album |                                  |
|        | 2 december   | Milli Vanilli                        | All or nothing - The U.S. remix album |                                  |
| 283    | 9 december   | Kinderen voor Kinderen               | Kinderen voor Kinderen 10             |                                  |
|        | 16 december  | Kinderen voor Kinderen               | Kinderen voor Kinderen 10             |                                  |
| 284    | 23 december  | Phil Collins                         | ...But seriously                      |                                  |
|        | 30 december  | geen LP-MC-CD Top 100 verschenen     | geen LP-MC-CD Top 100 verschenen      | geen LP-MC-CD Top 100 verschenen |